# Ли Хил (Вашингтон)
Ли Хил (енгл. Lea Hill) град је у америчкој савезној држави Вашингтон.

## Демографија
По попису из 2000. године број становника је 10.871.
| Група             | 2000.         | 2010.    |
| Белци             | 9.100 (83,7%) | 0 (0,0%) |
| Афроамериканци    | 242 (2,2%)    | 0 (0,0%) |
| Азијати           | 486 (4,5%)    | 0 (0,0%) |
| Хиспаноамериканци | 536 (4,9%)    | 0 (0,0%) |
| Укупно            | 10.871        | 0        |